# Africký pohár národů 1962
Africký pohár národů pořádaný Etiopií v roce 1962 byl 3. ročníkem Afrického poháru národů. Vítězem turnaje se stala Etiopie která ve finále porazila Egypt 4:2 po prodloužení. Poprvé v historii Afrického poháru národů se hrálo o bronz, který vybojoval národní tým Tuniska.

## Kvalifikace
Hlavní článek: Kvalifikace na Africký pohár národů 1962

### Vyřazené týmy v kvalifikaci
1. kolo:
- Maroko
- Ghana
- Zanzibar

2. kolo:
- Nigérie
- Keňa

## Finálový turnaj

### Semifinále
| 14. leden 1962                                                             |     |                              |                                  |
| Etiopie                                                                    | 4:2 | Tunisko                      | Addis Abeba Stadium, Addis Abeba |
| Luciano Vassalo 32' Girma Tekle 46' Mengistu Worku 69' Luciano Vassalo 75' |     | Moncef Cherif ?' Merichko ?' | Addis Abeba Stadium, Addis Abeba |

| 14. leden 1962                        |     |              |                                  |
| Egypt                                 | 2:1 | Uganda       | Addis Abeba Stadium, Addis Abeba |
| Saleh Selim 1' Badawy Abdel Fatah 50' |     | Jonathan 36' | Addis Abeba Stadium, Addis Abeba |

### O bronz
| 20. leden 1962                                |     |        |                                  |
| Tunisko                                       | 3:0 | Uganda | Addis Abeba Stadium, Addis Abeba |
| D'Jedidi ?' Moncef Cherif ?' Rached Meddab ?' |     |        | Addis Abeba Stadium, Addis Abeba |

### Finále
| 21. leden 1962                                                      |              |                                               |                                  |
| Etiopie                                                             | 4:2 (prodl.) | Egypt                                         | Addis Abeba Stadium, Addis Abeba |
| Girma 74' Mengistu Worku 84' Italo Vassalo 101' Mengistu Worku 117' |              | Badawy Abdel Fatah 35' Badawy Abdel Fatah 75' | Addis Abeba Stadium, Addis Abeba |

## Nejlepší střelci
3 branky
- Badawy Abdel Fatah
- Mengistu Worku